# Éliminatoires du Championnat féminin de la CONCACAF 2022
Navigation
Édition précédente Édition suivante
Les éliminatoires du Championnat féminin de la CONCACAF 2022 déterminent les 6 équipes de la CONCACAF féminine qualifiées pour le Championnat féminin de la CONCACAF, qui se déroule au Mexique du 4 au 20 juillet 2022.

## Programme

### Qualifiés d'office
Les 2 nations les mieux classées de la CONCACAF féminine sont directement qualifiées pour la phase finale :
- États-Unis
- Canada

### Règlement
Le règlement est celui de la CONCACAF relatif à cette compétition, des éliminatoires à la phase finale :
- une victoire compte pour 3 points ;
- un match nul compte pour 1 point ;
- une défaite compte pour 0 point.

Le classement des équipes est établi grâce aux critères suivants :
1. Plus grand nombre de points obtenus dans tous les matchs du groupe ;
2. Meilleure différence de buts dans tous les matchs du groupe ;
3. Plus grand nombre de buts marqués dans tous les matchs du groupe ;
4. Plus grand nombre de points obtenus entre les équipes à égalité ;
5. Meilleure différence de buts dans tous les matchs du groupe entre les équipes à égalité ;
6. Plus grand nombre de buts marqués dans tous les matchs du groupe entre les équipes à égalité ;
7. Classement du fair-play dans tous les matchs du groupe, en appliquant le barème suivant :
  - Un carton jaune compte pour -1 point ;
  - Un second carton jaune dans le même match pour une même joueuse compte pour -3 points ;
  - Un carton rouge direct compte pour -4 points ;
8. Tirage au sort.

Les sélections sont réparties en 6 groupes de 5. Seuls les premiers de chaque groupe se qualifient pour la phase finale.

### Chapeau
| Pré-sélection                                              | Pot 1                                                            | Pot 2                                                                   | Pot 3                                                                                                   | Pot 4                                                                                 |
| ---------------------------------------------------------- | ---------------------------------------------------------------- | ----------------------------------------------------------------------- | --- | ------------------------------------------------------------------------------------- |
| Mexique Costa Rica Jamaïque Panama Haïti Trinité-et-Tobago | Guatemala Guyana Cuba Porto Rico République dominicaine Salvador | Honduras Nicaragua Suriname Saint-Christophe-et-Niévès Barbade Bermudes | Saint-Vincent-et-les-Grenadines Dominique Grenade Îles Vierges des États-Unis Belize Antigua-et-Barbuda | Curaçao Aruba Anguilla Îles Vierges britanniques Îles Caïmans Îles Turques-et-Caïques |

Le tirage au sort a lieu le 21 août 2021, à 15h00 (HE) à Miami, en Floride. Chaque groupe comprend un pays de chaque pot. Les pré-sélectionnés sont dans un groupe correspondant à leur classement CONCACAF (le Mexique dans le groupe A, le Costa-Rica dans le groupe B, etc.).    
Non-participants :  Bahamas,  Bonaire (hors FIFA),  Guadeloupe (hors FIFA),  Guyane française (hors FIFA),  Martinique (hors FIFA),  Montserrat,  Sainte-Lucie,  Saint-Martin (hors FIFA),  Sint Maarten (hors FIFA).

## Groupes
- Sélection qualifiée pour le Championnat féminin de la CONCACAF 2022
- Sélection éliminée

- Tant que la compétition est en cours, seules les équipes en caractère gras sont réellement qualifiées et seules les équipes en italique sont réellement éliminées, pour les autres tout reste possible mathématiquement.

Contrairement à d'autres éliminatoires, il n'y a pas de Pays Hôte. Chaque sélection reçoit et se déplace à deux reprises, avec quelques rencontres sur terrains neutres, lesquels sont indiqués entre parenthèses.

### Groupe A
| Rang | Équipe             | Pts | J | G | N | P | Bp | Bc | Diff |  | Résultats (▼ dom., ► ext.) |      |     |     |     |     |
| ---- | ------------------ | --- | - | - | - | - | -- | -- | ---- |  | -------------------------- | ---- | --- | --- | --- | --- |
| 1    | Mexique            | 12  | 4 | 4 | 0 | 0 | 34 | 0  | +34  |  | Mexique                    |      | 6-0 | 9-0 |     |     |
| 2    | Porto Rico         | 9   | 4 | 3 | 0 | 1 | 15 | 6  | +9   |  | Porto Rico                 |      |     | 2-0 | 4-0 |     |
| 3    | Suriname           | 6   | 4 | 2 | 0 | 2 | 10 | 12 | -2   |  | Suriname                   |      |     |     | 5-1 | 5-0 |
| 4    | Antigua-et-Barbuda | 3   | 4 | 1 | 0 | 3 | 2  | 17 | -15  |  | Antigua-et-Barbuda         | 0-8  |     |     |     | 1-0 |
| 5    | Anguilla           | 0   | 4 | 0 | 0 | 4 | 0  | 26 | -26  |  | Anguilla                   | 0-11 | 0-9 |     |     |     |

### Groupe B
| Rang | Équipe                      | Pts | J | G | N | P | Bp | Bc | Diff |  | Résultats (▼ dom., ► ext.)  |     |     |     |     |     |
| ---- | --------------------------- | --- | - | - | - | - | -- | -- | ---- |  | --------------------------- | --- | --- | --- | --- | --- |
| 1    | Costa Rica                  | 12  | 4 | 4 | 0 | 0 | 22 | 0  | +22  |  | Costa Rica                  |     | 7-0 | 5-0 |     |     |
| 2    | Saint-Christophe-et-Niévès  | 9   | 4 | 3 | 0 | 1 | 13 | 9  | +4   |  | Saint-Christophe-et-Niévès  |     |     |     | 5-1 | 6-0 |
| 3    | Guatemala                   | 6   | 4 | 2 | 0 | 2 | 16 | 7  | +9   |  | Guatemala                   |     | 1-2 |     |     | 9-0 |
| 4    | Curaçao                     | 3   | 4 | 1 | 0 | 3 | 2  | 15 | -13  |  | Curaçao                     | 0-4 |     | 0-6 |     |     |
| 5    | Îles Vierges des États-Unis | 0   | 4 | 0 | 0 | 4 | 0  | 22 | -22  |  | Îles Vierges des États-Unis | 0-6 |     |     | 0-1 |     |

### Groupe C
| Rang | Équipe                 | Pts | J | G | N | P | Bp | Bc | Diff |  | Résultats (▼ dom., ► ext.) |     |     |     |     |     |
| ---- | ---------------------- | --- | - | - | - | - | -- | -- | ---- |  | -------------------------- | --- | --- | --- | --- | --- |
| 1    | Jamaïque               | 12  | 4 | 4 | 0 | 0 | 24 | 2  | +22  |  | Jamaïque                   |     | 5-1 | 4-0 |     |     |
| 2    | République dominicaine | 9   | 4 | 3 | 0 | 1 | 15 | 5  | +10  |  | République dominicaine     |     |     | 1-0 |     | 9-0 |
| 3    | Bermudes               | 6   | 4 | 2 | 0 | 2 | 12 | 5  | +7   |  | Bermudes                   |     |     |     | 6-0 | 6-0 |
| 4    | Îles Caïmans           | 3   | 4 | 1 | 0 | 3 | 2  | 19 | -17  |  | Îles Caïmans               | 0-9 | 0-4 |     |     |     |
| 5    | Grenade                | 0   | 4 | 0 | 0 | 4 | 1  | 23 | -22  |  | Grenade                    | 1-6 |     |     | 0-2 |     |

### Groupe D
| Rang | Équipe   | Pts | J | G | N | P | Bp | Bc | Diff |  | Résultats (▼ dom., ► ext.) |     |     |     |     |     |
| ---- | -------- | --- | - | - | - | - | -- | -- | ---- |  | -------------------------- | --- | --- | --- | --- | --- |
| 1    | Panama   | 12  | 4 | 4 | 0 | 0 | 24 | 0  | +24  |  | Panama                     |     | 2-0 |     | 5-0 |     |
| 2    | Salvador | 9   | 4 | 3 | 0 | 1 | 15 | 3  | +12  |  | Salvador                   |     |     | 6-0 | 2-0 |     |
| 3    | Belize   | 4   | 4 | 1 | 1 | 2 | 4  | 15 | -11  |  | Belize                     | 0-8 |     |     |     | 1-1 |
| 4    | Barbade  | 3   | 4 | 1 | 0 | 3 | 3  | 11 | -8   |  | Barbade                    |     |     | 0-3 |     | 3-1 |
| 5    | Aruba    | 1   | 4 | 0 | 1 | 3 | 3  | 20 | -17  |  | Aruba                      | 0-9 | 1-7 |     |     |     |

### Groupe E
| Rang | Équipe                          | Pts | J | G | N | P | Bp | Bc | Diff |  | Résultats (▼ dom., ► ext.)      |      |      |     |     |     |
| ---- | ------------------------------- | --- | - | - | - | - | -- | -- | ---- |  | ------------------------------- | ---- | ---- | --- | --- | --- |
| 1    | Haïti                           | 12  | 4 | 4 | 0 | 0 | 44 | 0  | +44  |  | Haïti                           |      | 6-0  | 6-0 |     |     |
| 2    | Cuba                            | 7   | 4 | 2 | 1 | 1 | 17 | 6  | +11  |  | Cuba                            |      |      | 0-0 | 3-0 |     |
| 3    | Honduras                        | 7   | 4 | 2 | 1 | 1 | 6  | 7  | -1   |  | Honduras                        |      |      |     | 2-1 | 4-0 |
| 4    | Saint-Vincent-et-les-Grenadines | 3   | 4 | 1 | 0 | 3 | 6  | 17 | -11  |  | Saint-Vincent-et-les-Grenadines | 0-11 |      |     |     | 5-1 |
| 5    | Îles Vierges britanniques       | 0   | 4 | 0 | 0 | 4 | 1  | 44 | -43  |  | Îles Vierges britanniques       | 0-21 | 0-14 |     |     |     |

### Groupe F
| Rang | Équipe                  | Pts | J | G | N | P | Bp | Bc | Diff |  | Résultats (▼ dom., ► ext.) |      |     |     |      |      |
| ---- | ----------------------- | --- | - | - | - | - | -- | -- | ---- |  | -------------------------- | ---- | --- | --- | ---- | ---- |
| 1    | Trinité-et-Tobago       | 10  | 4 | 3 | 1 | 0 | 19 | 3  | +16  |  | Trinité-et-Tobago          |      | 2-2 | 2-1 |      |      |
| 2    | Guyana                  | 8   | 4 | 2 | 2 | 0 | 13 | 2  | +11  |  | Guyana                     |      |     | 0-0 | 4-0  |      |
| 3    | Nicaragua               | 7   | 4 | 2 | 1 | 1 | 30 | 2  | +28  |  | Nicaragua                  |      |     |     | 10-0 | 19-0 |
| 4    | Dominique               | 3   | 4 | 1 | 0 | 3 | 8  | 17 | -9   |  | Dominique                  | 0-2  |     |     |      | 8-1  |
| 5    | Îles Turques-et-Caïques | 0   | 4 | 0 | 0 | 4 | 1  | 47 | -46  |  | Îles Turques-et-Caïques    | 0-13 | 0-7 |     |      |      |

## Liste des qualifiés
| Méthode de qualification | Méthode de qualification | Pays              | Date             | Édition 2018    |
| ------------------------ | ------------------------ | ----------------- | ---------------- | --------------- |
| Qualification d'office   | 1er CONCACAF             | États-Unis        | 10 décembre 2020 | Vainqueur       |
| Qualification d'office   | 2e CONCACAF              | Canada            | 10 décembre 2020 | Finale          |
| Éliminatoires            | 1er Groupe A             | Mexique           | 12 avril 2022    | Premier tour    |
| Éliminatoires            | 1er Groupe B             | Costa Rica        | 12 avril 2022    | Premier tour    |
| Éliminatoires            | 1er Groupe C             | Jamaïque          | 12 avril 2022    | Troisième place |
| Éliminatoires            | 1er Groupe D             | Panama            | 12 avril 2022    | Quatrième place |
| Éliminatoires            | 1er Groupe E             | Haïti             | 12 avril 2022    | Non qualifié    |
| Éliminatoires            | 1er Groupe F             | Trinité-et-Tobago | 12 avril 2022    | Premier tour    |

Non-qualifiés de l'édition 2018 :